# 3 월드 트레이드 센터
스리 월드 트레이드 센터(Three World Trade Center) 또는 175 그리니치 스트리트(175 Greenwich Street)는 미국 뉴욕 시 구 세계 무역 센터 부지에 건설중인 신세계무역센터의 세 번째 마천루이다. 세계무역센터 재건 사업의 일환으로 건설된 마천루로, 지상 80층, 329m의 마천루로 건설되었다.
9.11 테러 전의 3WTC(메리어트 세계 무역 센터)(150m, 22층)와는 달리 사무용 오피스 타워로 건설된다. 스리 월드 트레이드 센터는 완공 이후 사무용 건물로 사용된다.

## 같이 보기
- 마천루 목록
- 세계 무역 센터
- 원 월드 트레이드 센터
- 투 월드 트레이드 센터
- 포 월드 트레이드 센터
- 세븐 월드 트레이드 센터